# Tramvia elèctric de Barcelona a Horta
El tramvia elèctric de Barcelona a Horta unia la plaça d'Urquinaona de Barcelona amb la plaça del Progrés de la vila d'Horta (actual plaça d'Eivissa).

## Història
La nova línia va ser promoguda per l'empresa belga Societé des Tranways de Barcelona a San Andrés et Extensions SA (TBSAE), fundada el març de l’any 1899 a Lieja, i es va inaugurar el 20 de juny de 1901 amb el número 46. Els promotors van ser Alexandre de Bacardí, Pere Fargas, Josep Maria Comas d'Argemí i Francesc Mascaró (president de l'Associació de Propietaris del Guinardó i entorns, acabada de constituir), tots ells propietaris de Santa Eulàlia de Vilapicina i Horta, que també havien promogut la construcció de l'anterior tramvia de vapor d'Horta. L'empresa havia adquirit la línia de Barcelona al Clot, la Sagrera i Sant Andreu, inaugurada l’any 1877, i la va electrificar. A la dècada de 1910, també va adquirir altres línies, com la de Sant Antoni-Passeig de Gràcia, Poblenou, Badalona, Barcelona-Can Tunis, Vallcarca i Hostafrancs. L'extensió va fer que el 1911 canviés de nom a Societé des Tramways de Barcelone, i finalment, va ser municipalitzada l’any 1956.  
La línia sortia de la plaça d'Urquinaona i passava pels carrers d'Ausiàs Marc, del Bruc i la Gran Via, travessava el passeig de Sant Joan, continuava pels carrers de la Diputació, Roger de Flor, València, Nàpols, Mallorca i Dos de Maig fins a arribar al carrer del Carme (actualment Freser) al barri del Camp de l'Arpa. L’antic camí d’Horta s’hagué d’urbanitzar, tot convertint-lo en un nou passeig, terraplanant el terreny i plantant una doble filera d’arbres, obres que van ser cofinançades per l'Ajuntament de Barcelona i l'empresa. Després passava pel carrer de la Garrotxa, parcialment absorbit pel passeig de Maragall, fins a la propietat de can Berdura, on es va construir un vial exclusiu per al tramvia mitjançant un terraplè conegut com la Carbonissa, que després desaparegué en construir-se la plaça de Maragall.
De via estreta (1 m), tot el trajecte era de una sola via, amb algun desviament per a facilitar el pas dels vehicles en ambdós sentits. Als anys 1910 i 1920, es construí la doble via en diverses etapes del recorregut, i el 1948 va canviar de via estreta a via ampla (1,435 m). Les primeres cotxeres, per a tramvies de via estreta es construïren en terrenys de can Xiringall, a l'avinguda de Borbó (que el 2019, a petició dels veïns, va canviar el nom per avinguda dels Quinze. Entre 1947 i 1953 s'hi construïren unes noves cotxeres per a tramvies de via ampla. La companyia disposava de 12 caps tractors i 12 remolcs. Al mateix edifici es produïa l'electricitat per a la línia amb dinamos i motors de gas antracita, i sala de gasògens.
El 1951, la reorganització de les línies que circulaven per la plaça d'Urquinaona va provocar el trasllat de l'inici d'aquesta línia a la plaça de la Universitat. La línia 46 va ser suprimida el 22 de desembre de 1965, i el 1971 s'eliminà tot el servei de tramvies de Barcelona, substituït per autobusos.

## Els Quinze
Fins al 1931, el preu del trajecte des de la plaça Urquinaona fins a la Torre Llobeta valia 15 cèntims de pesseta. En arribar a aquest, punt el cobrador cridava «els quinze!» per a indicar el final de la validesa dels bitllets d'aquest preu, ja que el trajecte complet fins a Horta costava 5 cèntims més. Posteriorment, el preu va canviar, però la cruïlla del passeig de Maragall amb l'avinguda de Borbó (va seguir amb el nom popular dels Quinze.